# ファンタス
株式会社ファンタスは、神奈川県鎌倉市植木に本社を置く企業。
ピーク時には、神奈川県内では藤沢、湘南台、茅ヶ崎、二宮、伊勢原、鶴間、小田急相模原に、東京都内にも町田、大森に店舗が存在した。
家具販売のほか、旧本社・本店所在地（〒247-0056 神奈川県鎌倉市大船4丁目17-18）にコンビニエンスストア「ミニストップ大船ファンタス店」を運営していた。現在は1階にクリエイトSD鎌倉大船店、2階にダイソー大船ファンタス店が出店されている。

## 沿革
- 2004年9月 - 2003年10月に民事再生法申請により実質破たんした株式会社マルトの店舗再生を目的として創立。実質的に株式会社マルトの店舗運営を行う。
- 2006年10月 - 配送部門を別会社化として、株式会社トップデリバリを設立。
- 2013年10月 - 飛騨産業株式会社の製品を主力に展示する、飛騨の家具ギャラリー鎌倉オープン。
- 2024年5月 -  ファンタス鎌倉ショールームは閉店し、西友大船店6階に、ファンタス家具情報ステーションとして移転オープン。 店舗移転に伴い、販売拠点と配送拠点を分離。配送センター(ファンタスデリバリセンター)は、鎌倉市植木222。